# Karyn Bosnak
Karyn E. Bosnak (* 24. September 1972 in Waukegan, Illinois) ist eine US-amerikanische Schriftstellerin.

## Leben
Karyn Bosnak wurde als Tochter von Kathleen Dieck und Nick Bosnak geboren. Nach einem kurzen Studienaufenthalt an der University of Illinois at Urbana-Champaign wechselte sie an das Columbia College Chicago, wo sie 1996 ihren Bachelor erhielt. Von 1996 bis 2001 arbeitete sie jeweils als Fernsehproduzentin eines lokalen Fernsehsenders in Chicago und New York City. Anschließend schrieb sie mit Save Karyn und 20 Times a Lady zwei Romane, welche beide von HarperCollins verlegt wurden. Beide wurden bereits ins Deutsche übersetzt und von Droemer Knaur verlegt. Letzterer wurde 2011 auch unter dem Titel Der perfekte Ex verfilmt.
Aktuell lebt sie in Brooklyn.

## Werke
- Save Karyn (2003)
  - Die Dispo-Queen, Knaur 2007, ISBN 3426633728
- 20 Times a Lady (2006)
  - Zwanzig Männer sind genug, Knaur 2008, ISBN 3426636182